# Campionati del mondo di atletica leggera 2019 - 400 metri ostacoli femminili
La specialità dei 400 metri ostacoli femminili dei campionati del mondo di atletica leggera 2019 si è svolta tra il 1° e il 4 ottobre allo Stadio internazionale Khalifa di Doha, in Qatar.

## Podio
| Pos.    | Atleta            | Nazionalità | Tempo |
| ------- | ----------------- | ----------- | ----- |
| Oro     | Dalilah Muhammad  | Stati Uniti | 52"16 |
| Argento | Sydney McLaughlin | Stati Uniti | 52"24 |
| Bronzo  | Rushell Clayton   | Giamaica    | 53"74 |

## Situazione pre-gara

### Record
Prima di questa competizione, il record del mondo (RM) e il record dei campionati (RC) erano i seguenti.
| Record                | Prestazione | Atleta                       | Data                                   | Competizione  |
| --------------------- | ----------- | ---------------------------- | -------------------------------------- | ------------- |
| Record mondiale       | 52"34       | Dalilah Muhammad Stati Uniti | 28 luglio 2019 Des Moines, Stati Uniti |               |
| Record dei campionati | 52"42       | Melaine Walker Giamaica      | 20 agosto 2009 Berlino, Germania       | Mondiali 2009 |

### Campioni in carica
I campioni in carica, a livello mondiale e olimpico, erano:
| Campione | Atleta                       | Prestazione | Data                                   | Competizione         |
| -------- | ---------------------------- | ----------- | -------------------------------------- | -------------------- |
| Olimpico | Dalilah Muhammad Stati Uniti | 53"13       | 18 agosto 2016 Rio de Janeiro, Brasile | Giochi olimpici 2016 |
| Mondiale | Kori Carter Stati Uniti      | 53"07       | 10 agosto 2017 Londra, Gran Bretagna   | Mondiali 2017        |

### La stagione
Prima di questa gara, gli atleti con le migliori tre prestazioni dell'anno erano:
| Pos. | Atleta                        | Prestazione | Data                                   |
| ---- | ----------------------------- | ----------- | -------------------------------------- |
| 1    | Dalilah Muhammad Stati Uniti  | 52"34       | 28 luglio 2019 Des Moines, Stati Uniti |
| 2    | Sydney McLaughlin Stati Uniti | 52"85       | 29 agosto 2019 Zurigo, Svizzera        |
| 3    | Ashley Spencer Stati Uniti    | 53"11       | 28 luglio 2019 Des Moines, Stati Uniti |

## Risultati

### Batterie
Le batterie si sono corse a partire dalle 17:30 del 1º ottobre. Le prime tre di ogni serie (Q) e i sei tempi migliori tra le escluse (q) si qualificano alle semifinali.
| Pos. | Batteria | Corsia | Nome                 | Nazionalità                 | Tempo   | Note                          |
| ---- | -------- | ------ | -------------------- | --------------------------- | ------- | ----------------------------- |
| 1    | 1        | 8      | Sydney McLaughlin    | Stati Uniti                 | 54"45   | Q                             |
| 2    | 4        | 5      | Amalie Iuel          | Norvegia                    | 54"72   | Q                             |
| 3    | 3        | 5      | Dalilah Muhammad     | Stati Uniti                 | 54"87   | Q                             |
| 4    | 1        | 4      | Léa Sprunger         | Svizzera                    | 54"98   | Q                             |
| 5    | 2        | 2      | Anna Ryzhykova       | Ucraina                     | 55"11   | Q                             |
| 6    | 4        | 7      | Aminat Yusuf Jamal   | Bahrein                     | 55"13   | Q                             |
| 7    | 4        | 6      | Ayomide Folorunso    | Italia                      | 55"20   | Q                             |
| 8    | 1        | 9      | Shiann Salmon        | Giamaica                    | 55"20   | Q                             |
| 9    | 5        | 7      | Rushell Clayton      | Giamaica                    | 55"23   | Q                             |
| 10   | 4        | 8      | Ashley Spencer       | Stati Uniti                 | 55"28   | Q                             |
| 11   | 4        | 3      | Femke Bol            | Paesi Bassi                 | 55"32   | q                             |
| 12   | 2        | 9      | Zuzana Hejnová       | Rep. Ceca                   | 55"33   | Q                             |
| 13   | 3        | 4      | Zurian Hechavarría   | Cuba                        | 55"36   | Q                             |
| 14   | 1        | 5      | Vera Rudakova        | Atleti Neutrali Autorizzati | 55"51   | Q                             |
| 15   | 5        | 9      | Sage Watson          | Canada                      | 55"57   | Q                             |
| 16   | 4        | 9      | Hanne Claes          | Belgio                      | 55"68   | q                             |
| 17   | 2        | 4      | Jessica Turner       | Gran Bretagna               | 55"72   | Q                             |
| 18   | 2        | 6      | Yadisleidis Pedroso  | Italia                      | 55"78   | Q                             |
| 19   | 2        | 3      | Carolina Krafzik     | Germania                    | 55"93   | q                             |
| 20   | 3        | 7      | Joanna Linkiewicz    | Polonia                     | 55"97   | Q                             |
| 21   | 5        | 3      | Meghan Beesley       | Gran Bretagna               | 55"97   | Q                             |
| 22   | 1        | 3      | Lauren Boden         | Australia                   | 56"00   | q                             |
| 23   | 3        | 3      | Gianna Woodruff      | Panama                      | 56"07   | Q                             |
| 24   | 2        | 8      | Ronda Whyte          | Giamaica                    | 56"37   |                               |
| 25   | 5        | 4      | Sarah Carli          | Australia                   | 56"37   | Q                             |
| 26   | 2        | 5      | Melissa González     | Colombia                    | 56"49   |                               |
| 27   | 3        | 6      | Valeriya Andreyeva   | Atleti Neutrali Autorizzati | 56"79   |                               |
| 28   | 5        | 6      | Linda Olivieri       | Italia                      | 56"82   |                               |
| 29   | 4        | 4      | Sara Klein           | Australia                   | 56"97   |                               |
| 30   | 4        | 2      | Yanique Haye-Smith   | Template:TKS                | 56"98   |                               |
| 31   | 5        | 8      | Zenéy van der Walt   | Sudafrica                   | 57"11   |                               |
| 32   | 3        | 8      | Paulien Couckuyt     | Belgio                      | 57"15   |                               |
| 33   | 1        | 2      | Jessica Moreira      | Brasile                     | 57"37   |                               |
| 34   | 5        | 5      | Lamiae Lhabze        | Marocco                     | 57"66   |                               |
| 35   | 5        | 2      | Tia-Adana Belle      | Barbados                    | 58"44   |                               |
| 36   | 1        | 7      | Mariam Mamdouh Farid | Qatar                       | 1'09"49 | Miglior prestazione personale |
|      | 2        | 7      | Kori Carter          | Stati Uniti                 | dnf     |                               |
|      | 3        | 2      | Sara Slott Petersen  | Danimarca                   | dq      |                               |
|      | 1        | 6      | Portia Bing          | Nuova Zelanda               | dq      |                               |

### Semifinali
Le semifinali si sono corse a partire dalle 21:05 del 2 ottobre. Le prime due di ogni serie (Q) e i due tempi migliori tra le escluse (q) si qualificano alla finale.
| Pos. | Batteria | Corsia | Nome                | Nazionalità                 | Tempo | Note                                     |
| ---- | -------- | ------ | ------------------- | --------------------------- | ----- | ---------------------------------------- |
| 1    | 3        | 5      | Sydney McLaughlin   | Stati Uniti                 | 53"81 | Q                                        |
| 2    | 1        | 5      | Dalilah Muhammad    | Stati Uniti                 | 53"91 | Q                                        |
| 3    | 2        | 7      | Rushell Clayton     | Giamaica                    | 54"17 | Q                                        |
| 4    | 1        | 4      | Sage Watson         | Canada                      | 54"32 | Q                                        |
| 5    | 2        | 5      | Zuzana Hejnová      | Rep. Ceca                   | 54"41 | Q                                        |
| 6    | 2        | 8      | Ashley Spencer      | Stati Uniti                 | 54"42 | q                                        |
| 7    | 1        | 6      | Anna Ryzhykova      | Ucraina                     | 54"45 | q                                        |
| 8    | 3        | 6      | Léa Sprunger        | Svizzera                    | 54"52 | Q                                        |
| 9    | 1        | 7      | Zurian Hechavarría  | Cuba                        | 55"03 |                                          |
| 10   | 2        | 4      | Amalie Iuel         | Norvegia                    | 55"03 |                                          |
| 11   | 3        | 7      | Shiann Salmon       | Giamaica                    | 55"16 | Miglior prestazione personale            |
| 12   | 1        | 3      | Hanne Claes         | Belgio                      | 55"25 | Miglior prestazione personale stagionale |
| 13   | 2        | 6      | Ayomide Folorunso   | Italia                      | 55"36 |                                          |
| 14   | 2        | 9      | Joanna Linkiewicz   | Polonia                     | 55"38 | Miglior prestazione personale stagionale |
| 15   | 3        | 8      | Yadisleidis Pedroso | Italia                      | 55"40 | Miglior prestazione personale stagionale |
| 16   | 2        | 2      | Sarah Carli         | Australia                   | 55"43 | Miglior prestazione personale            |
| 17   | 3        | 4      | Aminat Yusuf Jamal  | Bahrein                     | 55"54 |                                          |
| 18   | 1        | 8      | Vera Rudakova       | Atleti Neutrali Autorizzati | 55"57 |                                          |
| 19   | 3        | 2      | Gianna Woodruff     | Panama                      | 55"61 | Miglior prestazione personale stagionale |
| 20   | 3        | 9      | Jessica Turner      | Gran Bretagna               | 55"87 |                                          |
| 21   | 3        | 3      | Lauren Boden        | Australia                   | 55"94 |                                          |
| 22   | 1        | 2      | Femke Bol           | Paesi Bassi                 | 56"37 |                                          |
| 23   | 2        | 3      | Carolina Krafzik    | Germania                    | 56"41 |                                          |
| 24   | 1        | 9      | Meghan Beesley      | Gran Bretagna               | 56"89 |                                          |

### Finale
La finale si è corsa alle 21:30 del 4 ottobre.
| Pos. | Corsia | Nome              | Nazionalità | Tempo | Note                                     |
| ---- | ------ | ----------------- | ----------- | ----- | ---------------------------------------- |
|      | 6      | Dalilah Muhammad  | Stati Uniti | 52"16 | Record mondiale                          |
|      | 4      | Sydney McLaughlin | Stati Uniti | 52"23 | Miglior prestazione personale            |
|      | 5      | Rushell Clayton   | Giamaica    | 53"74 | Miglior prestazione personale            |
| 4    | 9      | Léa Sprunger      | Svizzera    | 54"06 | Record nazionale                         |
| 5    | 8      | Zuzana Hejnová    | Rep. Ceca   | 54"23 |                                          |
| 6    | 2      | Ashley Spencer    | Stati Uniti | 54"45 |                                          |
| 7    | 3      | Anna Ryzhykova    | Ucraina     | 54"45 | Miglior prestazione personale stagionale |
| 8    | 7      | Sage Watson       | Canada      | 54"82 |                                          |